# Manpur (Kapilvastu)
Manpur (nepalski: मानपुर) – gaun wikas samiti w zachodniej części Nepalu w strefie Lumbini w dystrykcie Kapilvastu. Według nepalskiego spisu powszechnego z 2001 roku liczył on 508 gospodarstw domowych i 3273 mieszkańców (1550 kobiet i 1723 mężczyzn).